# Lutz Mackensy

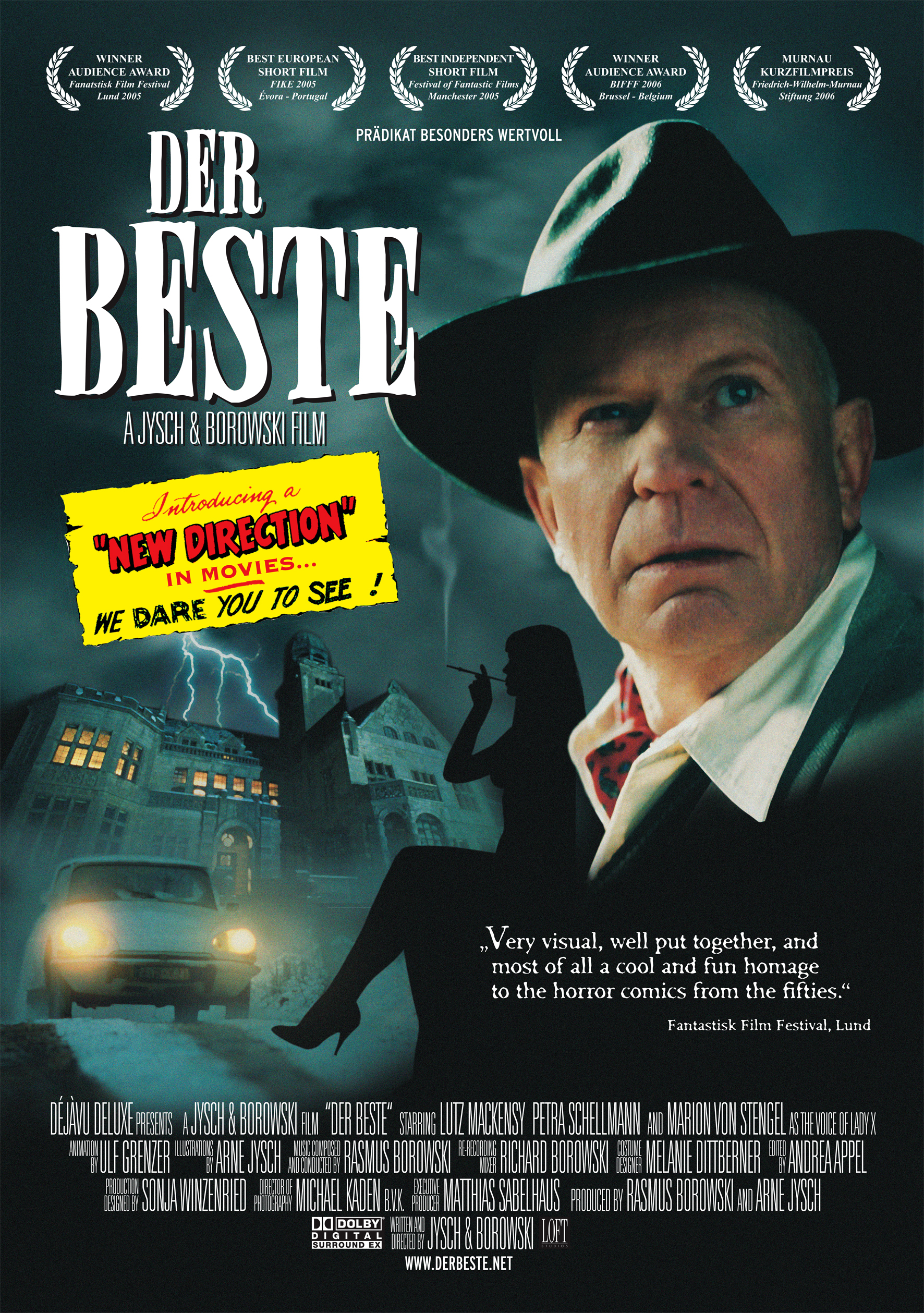
Lutz Mackensy als Der Beste, Filmplakat (2004)

Lutz Werner Mackensy [maˈkɛnsi] (* 11. März 1944 in Hameln) ist ein deutscher Schauspieler, Hörspiel- und Synchronsprecher. Einem breiten Publikum wurde er als Hauptkommissar Bernd Zimmermann in der Krimiserie Stubbe – Von Fall zu Fall sowie als Synchronstimme bekannter Schauspieler wie Al Pacino, Stanley Tucci, Rowan Atkinson und Christopher Lloyd bekannt.

## Leben

### Theater
Nach dem Schulabschluss besuchte Mackensy die Max-Reinhardt-Schule für Schauspiel in West-Berlin. Dort gab er am Schillertheater unter Boleslaw Barlog in Walentin Petrowitsch Katajews Quadratur des Kreises sein Bühnendebüt. Es folgten verschiedene Engagements in Berlin, Hamburg und Wilhelmshaven.

### Film und Fernsehen
Bereits 1958 gab Mackensy in Alfred Vohrers Meine 99 Bräute sein Spielfilmdebüt. Es sollte noch knapp zehn Jahre dauern, ehe er seinen künstlerischen Schwerpunkt mehr und mehr auf Film- und Fernsehproduktionen verlagerte. Zunächst vorwiegend in komischen Rollen besetzt, konnte Mackensy in Literaturfilmen wie Fjodor Dostojewskis Dämonen und Martin Stades Der König und sein Narr, Bühnenadaptionen wie Schillers Kabale und Liebe und Produktionen wie Egon Monks Grenz-Drama Preis der Freiheit und Reinhard Hauffs Die Verrohung des Franz Blum eine deutlich größere Bandbreite seines Könnens abliefern. Dennoch blieb Mackensy komisch und parodistisch angelegten Charakteren treu wie etwa in Otto – Der Film. Auch in Fernsehserien ist Mackensy ein vielgesehener Gast. Er spielte im Tatort, Polizeiruf 110, Unser Charly, Diese Drombuschs und Rosa Roth. In der Science-Fiction-Serie Der Androjäger verkörperte er die Hauptrolle des liebenswert-schusseligen Außerirdischen, der auf der Erde nach Androiden sucht, um sie auf ihren Heimatplaneten zurückzuschicken. In der Serie Kasse bitte!  kam ihm als gestresster Filialleiter eines Supermarktes ebenfalls die Hauptrolle zu. Außerdem spielte er wiederkehrende Rollen in den ZDF-Serien Der Landarzt und Stubbe – Von Fall zu Fall, in der er seit 1995 als penibler und arroganter Bernd Zimmermann der Hauptfigur Stubbe (Wolfgang Stumph) das Leben schwer macht. Eine ähnlich angelegte Rolle als selbstgerechter und unzulänglicher Vorgesetzter spielte er als Kriminalrat Iversen in der ARD-Serie Großstadtrevier.

### Hörspiel
Darüber hinaus ist Lutz Mackensy als Sprecher aktiv und an zahlreichen Jugendhörspielen beteiligt, so arbeitete er für Europa als Hauptrolle bei Flash Gordon und hatte Auftritte in den Hörspielserien TKKG, Masters of the Universe und Die drei ???. In den Hörspielen der Fünf Freunde und Burg Schreckenstein ist er ständiger Erzähler, wie auch bei einigen Hanni-und-Nanni-Hörspielen. Darüber hinaus war er in Elea Eluanda und Die Hexe Schrumpeldei und auch bei den Simpsons-Kassetten, die in den 90er Jahren veröffentlicht wurden, war er als Erzähler zu hören.
Im Pastiche auf Jugendhörspielserien, Die Ferienbande, parodiert er sich selbst als Sprecher im ersten Teil, Die Ferienbande und die entsetzlichen Ferien (2003). Er spricht auch in der erfolgreichen Erwachsenen-Hörspielserie Offenbarung 23 und der Comedy-Horror-Hörspielserie Jack Slaughter.
Sein Debüt in der Hörspielreihe Gruselkabinett von Titania Medien gab er in Frankenstein (2006). Danach war er in bisher mehr als 20 weiteren Produktionen für das Hörspiel-Label zu hören, u. a. als Nervenarzt Dr. Jack Seward im Titania-Hörspiel Dracula (2007). Der Folge 100, Träume im Hexenhaus (2015), war eine Dokumentation auf DVD beigelegt, für die auch er interviewt wurde.
In der Hörspielserie Monster 1983 spricht er den Dan Bruce. In der Hörspielserie Locke & Key (2016) von audible spricht er Joe Ridgeway, in Kill Shakespeare (2016), ebenfalls eine audible-Produktion, leiht er dem Geist (Hamlets Vater) seine Stimme.
In der Hörspielserie Die 3 Senioren spricht er die Hauptrolle Julian Parks.

### Synchronisation
Zudem arbeitet Mackensy umfangreich in der Synchronisation. Seine erste große Synchronrolle war der Romeo in Franco Zeffirellis Romeo & Julia 1968. Seither hat er zahlreichen international bekannten Schauspielkollegen seine einprägsame Stimme geliehen, oft für komödiantische (zum Beispiel Rowan Atkinson in Bean – Der ultimative Katastrophenfilm und Blackadder sowie in Johnny English – Der Spion, der es versiebte) oder bösartige Rollen (zum Beispiel Gary Oldman in Hannibal). Darüber hinaus synchronisierte er Pierce Brosnan (In 80 Tagen um die Welt), Christopher Lloyd (zum Beispiel in Zurück in die Zukunft Teil 2 und 3), Malcolm McDowell (Caligula), Al Pacino (unter anderen Der Pate), Jonathan Pryce (Der Morgen stirbt nie, Ronin), Stanley Tucci (Lucky Number Slevin, Die Tribute von Panem – The Hunger Games), Alan Rickman (Stirb langsam) und Geoffrey Rush (zum Beispiel Shakespeare in Love). Außerdem lieh er Philip Michael Thomas in der Krimiserie Miami Vice und David Caruso in den Serien New York Cops – NYPD Blue und CSI: Miami seine Stimme sowie Miguel Ferrer in Crossing Jordan – Pathologin mit Profil, Bionic Woman und Navy CIS: L.A. Auch Gregory Itzin, der in 24 in der vierten bis sechsten und achten Staffel den Präsidenten Charles Logan und in der Fernsehserie The Mentalist den Chef des California Bureau of Investigation (CBI) spielt, synchronisierte er. Bob McGrath (Bob) aus der Sesamstraße lieh er ebenfalls seine Stimme. 2018 synchronisierte er Steve Coogan (Stan Laurel) im Film Stan & Ollie.
Zweimal lieh er auch Jesus die Stimme: So sprach er Robert Powell 1977 in Jesus von Nazareth und 1988 Willem Dafoe in Die letzte Versuchung Christi. Im PC-Spiel Crazy Machines II – cm² spricht er den Professor. In der Zeichentrickserie Die Schule der kleinen Vampire spricht er den tollpatschigen Vampirjäger Polidori (zweite Staffel), den hilfsbereiten Kater Sir Hubert in Billy the Cat und den in einen Kater verwandelten Hexenmeister Salem in der Zeichentrickserie Simsalabim Sabrina. Ebenso sprach er auch Doc Emmet Brown in der Zeichentrickversion von Zurück in die Zukunft sowohl für die Real-Szenen mit Christopher Lloyd als auch die Zeichentrickfigur. Zudem verlieh er VJ Spalding in der Serie Moonlight seine Stimme.
In der Serie Star Wars: The Clone Wars (Episode: Einflussbereiche) lieh Mackensy dem Charakter Baron Papanoida seine Stimme, welcher in Star Wars: Episode III – Die Rache der Sith von George Lucas persönlich verkörpert wurde.
Er sprach außerdem eine fünfteilige Dokureihe der Serie Unbekanntes Afrika im NDR-Fernsehen.

## Filmografie (Auswahl)
- 1958: Meine 99 Bräute
- 1965: Die weißen Vorhänge (Les rideaux blancs)
- 1966: Preis der Freiheit
- 1967: Landarzt Dr. Brock (Fernsehserie, eine Folge)
- 1972: Agent aus der Retorte
- 1974: Die Verrohung des Franz Blum
- 1975: Das Messer im Rücken
- 1976: Tatort: Transit ins Jenseits (Fernsehreihe)
- 1976–1979: PS (Fernsehserie, sieben Folgen)
- 1977: Die Dämonen
- 1978: Heinrich Heine
- 1979: Kabale und Liebe
- 1979: St. Pauli-Landungsbrücken (Fernsehserie, eine Folge)
- 1981: Der König und sein Narr
- 1982–1984: Der Androjäger (Fernsehserie, 26 Folgen)
- 1985: Otto – Der Film
- 1986: Liebling Kreuzberg (Fernsehserie, eine Folge)
- 1986: Was zu beweisen war
- 1986–2005: Großstadtrevier: (Fernsehserie, 27 Folgen)
- 1987–1993: Der Landarzt (Fernsehserie, 22 Folgen)
- 1988: Tatort: Die Brüder
- 1988: Kasse bitte! (Fernsehserie)
- 1989: Die Männer vom K3 (Fernsehserie, eine Folge)
- 1990: Ein Heim für Tiere (Fernsehserie, eine Folge)
- 1990: Tatort: Tod einer Ärztin
- 1992: Neues vom Süderhof (Fernsehserie, Folge Kamera läuft)
- 1992: Diese Drombuschs (Fernsehserie, zwei Folgen)
- 1994: Polizeiruf 110: Opfergang (Fernsehreihe)
- 1994: Ihre Exzellenz, die Botschafterin (Fernsehserie, eine Folge)
- 1995: Tatort: Mordnacht
- 1995: Evelyn Hamanns Geschichten aus dem Leben (Fernsehserie, Folge  Rendezvous mit Rudolf)
- 1995–2014: Stubbe – Von Fall zu Fall (Fernsehreihe) → siehe Darsteller
- 1996: Angst hat eine kalte Hand
- 1997: Tatort: Mord hinterm Deich
- 1997: Polizeiruf 110: Feuertod
- 1998: Tatort: Engelchen flieg
- 1999: Die Spesenritter
- 2001: Sass
- 2002: Die Rettungsflieger (Fernsehserie, Folge Auf Knall und Fall)
- 2004: Rosamunde Pilcher: Liebe im Spiel (Fernsehreihe)
- 2004: Tatort: Bienzle und der steinerne Gast
- 2004: Der Beste (Kurzfilm)
- 2011: Seerosensommer
- 2012: Rosamunde Pilcher: Das Geheimnis der weißen Taube
- 2013: Rosamunde Pilcher: Die Frau auf der Klippe

## Synchronrollen (Auswahl)
Stanley Tucci
- 1995: als Frank in Chaos! Schwiegersohn Junior im Gerichtssaal
- 2002: als Frank Nitti in Road to Perdition
- 2003: als SS-Obersturmbannführer Adolf Eichmann in Die Wannseekonferenz
- 2003: als Jerry Siegel in Manhattan Love Story
- 2006: als Nigel in Der Teufel trägt Prada
- 2009  als  Paul Child in Julie & Julia
- 2011: als Eric Dale in Der große Crash – Margin Call
- 2011: als Dr. Abraham Erskine in Captain America: The First Avenger
- 2012: als Caesar Flickerman in Die Tribute von Panem – The Hunger Games
- 2013: als Caesar Flickerman in Die Tribute von Panem – Catching Fire
- 2014: als Caesar Flickerman in Die Tribute von Panem – Mockingjay Teil 1
- 2014: als Joshua Joyce in Transformers: Ära des Untergangs
- 2015: als Caesar Flickerman in Die Tribute von Panem – Mockingjay Teil 2
- 2015: als Mafiaboss Baby in Wild Card
- 2017: als Merlin in Transformers: The Last Knight
- 2020: als Mr. Stringer in Hexen hexen
- 2021: als Botschafter Chester King in The King’s Man: The Beginning
- 2024: als Kardinal Aldo Bellini in Konklave

Christopher Lloyd
- 1989: als Dr. Emmett „Doc“ Brown in Zurück in die Zukunft II
- 1990: als Dr. Emmett „Doc“ Brown in Zurück in die Zukunft III
- 1994: als Dr. Emmett Brown in Zurück in die Zukunft (Zeichentrickserie)
- 2014: als Harry Setag in Zodiac – Die Zeichen der Apokalypse
- 2014: als Dr. Kroenig in Sin City 2: A Dame to Kill For
- 2015: als Doc Emmett Brown in A Million Ways to Die in the West
- 2015: als Grandpa Bob in Ein Heiratsantrag zu Weihnachten
- 2015: als Doc Emmett Brown in Lego Dimensions (Videospiel)
- 2017: als Milton in Abgang mit Stil
- 2020: als Joe Smith in Navy CIS (Folge 17x20: Die Arizona)
- 2021: als David Mansell in Nobody
- 2023: als Commissioner Helgait in The Mandalorian

Rowan Atkinson
- 1997: als Mr. Bean in Bean – Der ultimative Katastrophenfilm
- 2002: als Emile Mondavarious in Scooby-Doo
- 2003: als Johnny English in Johnny English – Der Spion, der es versiebte
- 2003: als Rufus in Tatsächlich… Liebe
- 2007: als Mr. Bean in Mr. Bean macht Ferien
- 2011: als Johnny English in Johnny English – Jetzt erst recht!
- 2018: als Johnny English in Johnny English – Man lebt nur dreimal
- 2022: als Trevor in Man vs. Bee
- 2023: als Pater Julius in Wonka

Al Pacino
- 1972: als Michael Corleone in Der Pate
- 1973: als Francis Lionel ‘Lion’ Delbuchi in Asphalt-Blüten
- 1973: als Frank Serpico in Serpico
- 1974: als Michael Corleone in Der Pate – Teil II
- 1975: als Sonny in Hundstage
- 1977: als Bobby Deerfield in Bobby Deerfield
- 1979: als Arthur Kirkland in ...und Gerechtigkeit für alle

Miguel Ferrer
- 2001–2007: als Dr. Garret Macy in Crossing Jordan – Pathologin mit Profil
- 2007: als Jonas Bledsoe in Bionic Woman
- 2008: als Fred Collins Boyd in Psych
- 2011: als Andre Zeller in Desperate Housewives
- 2012–2017: als Assistant Director Owen Granger in Navy CIS: L.A.
- 2013: als Vizepräsident Rodriguez in Iron Man 3

James Hong
- 2008: als Mr. Ping (Pos Vater) in Kung Fu Panda
- 2011: als Mr. Ping (Pos Vater) in Kung Fu Panda 2
- 2016: als Mr. Ping in Kung Fu Panda 3
- 2018: als Mr. Ping in Kung Fu Panda: Die Tatzen des Schicksals
- 2022–2023: als Mr. Ping in Kung Fu Panda: Der Drachenritter
- 2024: als Mr. Ping in Kung Fu Panda 4

Joe Mantegna
- 1994: als Eddie in Juniors freier Tag
- 1996: als Bucky Terranova in Aus nächster Nähe
- 2003: als Art Shirk in Geschenkt ist noch zu teuer

Geoffrey Rush
- 1998: als Philip Henslowe in Shakespeare in Love
- 2006: als Casper in Candy – Reise der Engel
- 2010: als Ronald in The Warrior’s Way

Philip Michael Thomas
- 1984–1990: als Detective Ricardo „Rico“ Tubbs in Miami Vice
- 1997: als Joe Thomas/Padre Zaccaria in Zwei Engel mit vier Fäusten

Jonathan Pryce
- 1997: als Elliot Carver in James Bond 007 – Der Morgen stirbt nie
- 2017: als Joe Castleman in Die Frau des Nobelpreisträgers
- 2023: Martin Blake in One Life

David Bamber
- 2005–2007: als Marcus Tullius Cicero in Rom
- 2016: als Herzog von Sussex in Victoria

Gregory Itzin
- 2005–2010: als Charles Logan in 24
- 2011: als Dick in Desperate Housewives

### Filme
- 1967: Ninetto Davoli als Angelo in Edipo Re – Bett der Gewalt
- 1968: Gary Lockwood als Frank Poole in 2001: Odyssee im Weltraum
- 1979: Harold Lloyd als Harold Hall in Filmverrückt
- 1988: Gene Kelly als Leo Gogaty in Liebe auf den zweiten Blick
- 1988: Phil Collins als Buster Edwards in Buster
- 1988: Alan Rickman als Hans Gruber in Stirb langsam
- 1990: Red Skelton als Joseph Reynolds in Der Tolpatsch und die Schöne
- 1992: Robert Downey Jr. als Charles Chaplin in  Chaplin
- 1995: Russell Crowe als SID 6.7 in Virtuosity
- 1996: Nathan Lane als Albert in The Birdcage
- 1999: Roberto Benigni als Tullius Destructivus in Asterix und Obelix gegen Caesar
- 2002: Jack Black als Zeke in Ice Age
- 2006: Jay Leno als Der flotte Tony in Ice Age 2 – Jetzt taut’s
- 2009: Andrew Daly als Lloyd Hastings in (Traum)Job gesucht
- 2009: Brutus in Barbie und Die Drei Musketiere
- 2013: Will Forte als Chester V in Wolkig mit Aussicht auf Fleischbällchen 2
- 2016: J. K. Simmons als James Newmans in The Late Bloomer
- 2016: Bruce Harwood als Bürgermeister Drysdale in Die Weihnachtsstory
- 2017: Joe Pantoliano als Joe in Das ist erst der Anfang
- 2017: Tyler Perry als Cyrus in Bo und der Weihnachtsstern
- 2018: Steve Coogan als Stan Laurel in Stan & Ollie
- 2020: Gary Lewis als Ramsay in Verrückt nach Figaro

### Serien
- 1973–1978: Bob McGrath als Bob Johnson in Sesamstraße
- 1976–1980: Gary Frank als Willie Lawrence in Eine amerikanische Familie
- 1989–1995: John Allen Nelson als John D. Cort in Baywatch – Die Rettungsschwimmer von Malibu
- 2002–2012: David Caruso als Lt. Horacio Caine in CSI: Miami
- 2010: Faran Tahir als Isaac in Grey’s Anatomy
- 2016–2017: Michael Daingerfield als Dr. Sander Saunders in Ninjago
- 2019: Ron Cook als Borch Drei Dohlen in The Witcher
- 2020: Darren Gilshenan als Dr. Lyle Fairle in Harrow
- 2023: Will Patton als Deputy Marnes in Silo
- 2024: Kay Siu Lim als Gyatso in Avatar – Der Herr der Elemente
- 2024: Joe Pantoliano als Mad Dog in Dexter: Original Sin
- 2025: Gerald McRaney als Kane Bradford in Paradise
- seit 2022: Navy CIS als Roman Parker

### Videospiele
- 1995: als Robert Ripley in Das Rätsel des Master Lu
- 2007: als verrückter Professor in Crazy Machines II
- 2015: als HAL 9000 in Lego Dimensions

## Hörspiele (Auswahl)
- seit 1978: Fünf Freunde (als Erzähler ab Folge 1)
- 1979: Pinocchio (Hörspiel Karussell Verlag, als Jiminy Grille)
- 1980: Die drei ??? und das Bergmonster (Folge 14, als Kenneth)
- 1981: Die drei ??? und die singende Schlange (Folge 25, als Dr. Shaitan)
- 1981–1983: Flash Gordon (Europa; Folgen 1–10, als Flash Gordon)
- 1984: TKKG – Die Giftparty (Folge 39 als Jarutzki)
- 1985: Die drei ??? und der unsichtbare Gegner (Folge 38, als FBI-Agent Anderson)
- 1986–1988: Masters of the Universe (als Buzz Off ab Folge 12)
- 1992: Die drei ??? und die Musikpiraten (Folge 52, als Prem)
- 1999: TKKG – Klassenfahrt zur Hexenburg (Folge 116, als Paul Ossinsky)
- 1999: Die drei ??? – Musik des Teufels (Folge 84, als Vanderhell)
- 2001: Die drei ??? – Tal des Schreckens (Folge 98, als Miller)
- 2003: Die Ferienbande und die entsetzlichen Ferien (als Sprecher Herr Mackensy)
- 2008: Lady Bedfort Folge 12: Lady Bedfort und der Fall der Mönche, Verlag: Hörplanet
- 2008: James Luceno: Star Wars: Dark Lord – Regie und Drehbuch: Oliver Döring (Hörspiel nach dem Roman Dunkler Lord: Der Aufstieg des Darth Vader)
- 2014: Die drei ??? – GPS-Gangster (Folge 168, als Nigel Tillerman)
- 2014: The Cruise – Eine Kreuzfahrt wird zum Horrortrip (als Dr. Montgomery, Hörspiel-Podcast, WDR)[5]
- 2015: Sherlock Holmes und der Daumen des Ingenieurs (als Lysander Stark)
- 2015: Ivar Leon Menger, Anette Strohmeyer, Raimon Weber: Monster 1983: Die komplette 1. Staffel, Lübbe Audio & Audible als Dan Bruce
- 2015: Philip Pullman: Der goldene Kompass (His Dark Materials, Hörspiel, als Lee Scoresby), NDR Info/ Silberfisch, ISBN 978-3-86742-199-7
- 2015: Die drei ??? – Dämon der Rache (Folge 173, als Ballonfahrer Lloyd)
- 2018: Die drei ??? und die Zeitreisende (Folge 194, als Frank Firhouse)
- 2018: Die drei ??? und das Geheimnis des Bauchredners (Folge 196, als Frank Corman / Mr. Giggles)
- 2018: Death Note – Folge 2: Kollateralschaden (Hörspielserie, nach der Mangaserie von Tsugumi Ōba und Takeshi Obata), Lübbe Audio, ISBN 978-3-7857-5772-7
- seit 2019: The Lovecraft 5 (als Warren ab Folge 1)
- seit 2023: Leo und die Abenteuermaschine (ab Folge 12, als Leonardo Da Vinci)
- seit 2021: Die 3 Senioren (als Julian Parks)
- 2021: Die drei ??? und der Fluch der Medusa (Folge 213, als Gravedigger)
- 2022: Benjamin Blümchen – auf Weltreise (Folge 150, als Onkel Hugo)

## Auszeichnungen & Nominierungen
- 2025: Nominierung Deutscher Schauspielpreis für den Synchronpreis Die Stimme[6]